# Frênulo curto

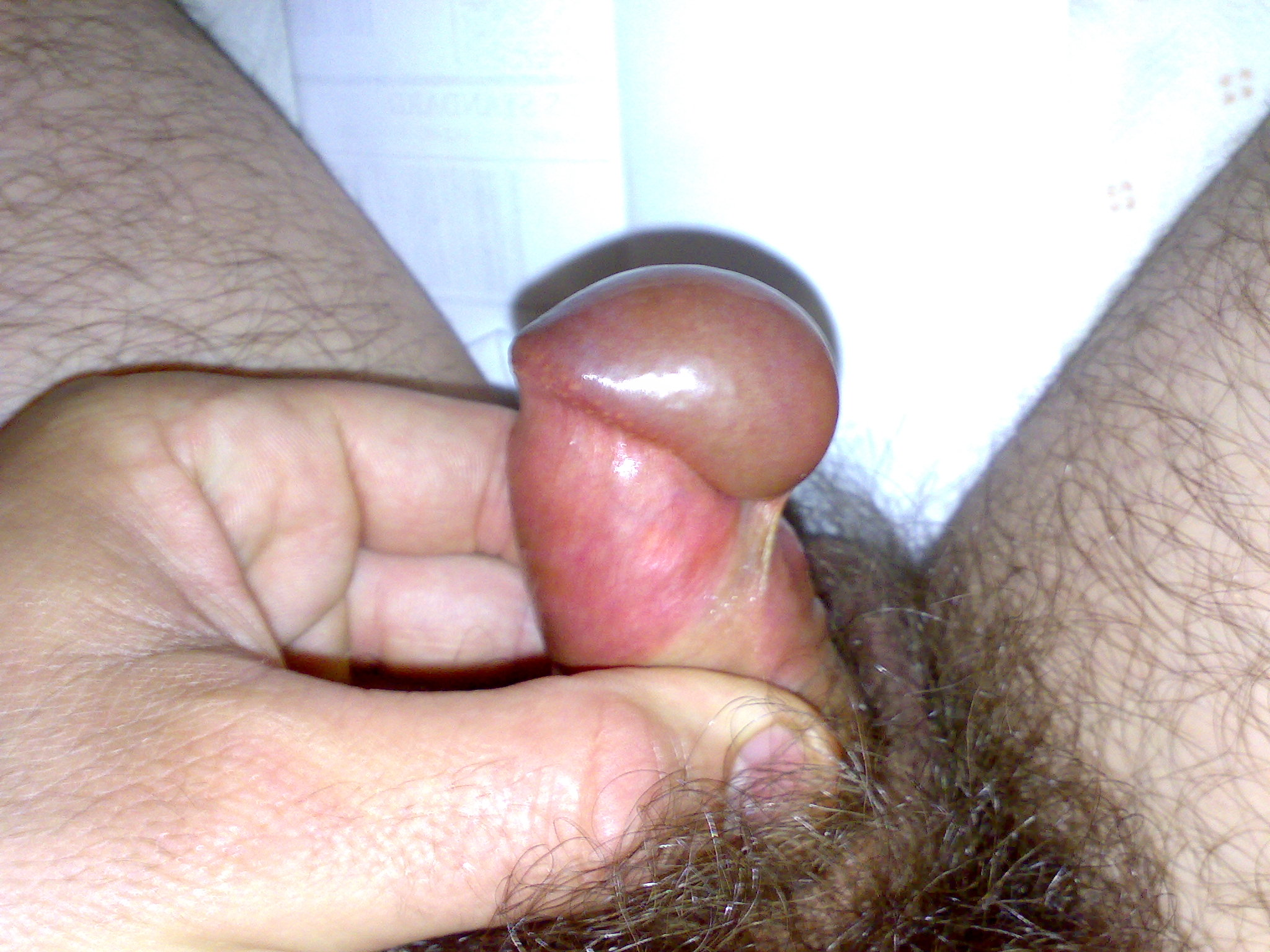
Pênis com um frênulo curto.

Frênulo curto ou freio curto é a condição na qual o frênulo do pênis, que é uma prega de tecido elástico no âmbito da glande que se conecta ao prepúcio e ajuda a contrair o prepúcio sobre a glande, é curta e restringe o movimento do prepúcio. O frênulo normalmente deveria ser suficientemente longo e maleável para permitir a plena retração do prepúcio para que ele resida suavemente de volta no eixo do pênis ereto. O frênulo do pênis  é comparável à pequena faixa entre a superfície inferior da língua e do maxilar inferior, também conhecido como um frênulo.
Frênulo breve é muitas vezes complicada por rompimento de frênulo durante a atividade sexual. Os resultados na cura frênulo rasgada com tecido cicatricial, que é menos flexível após o incidente causando ainda mais dificuldades.

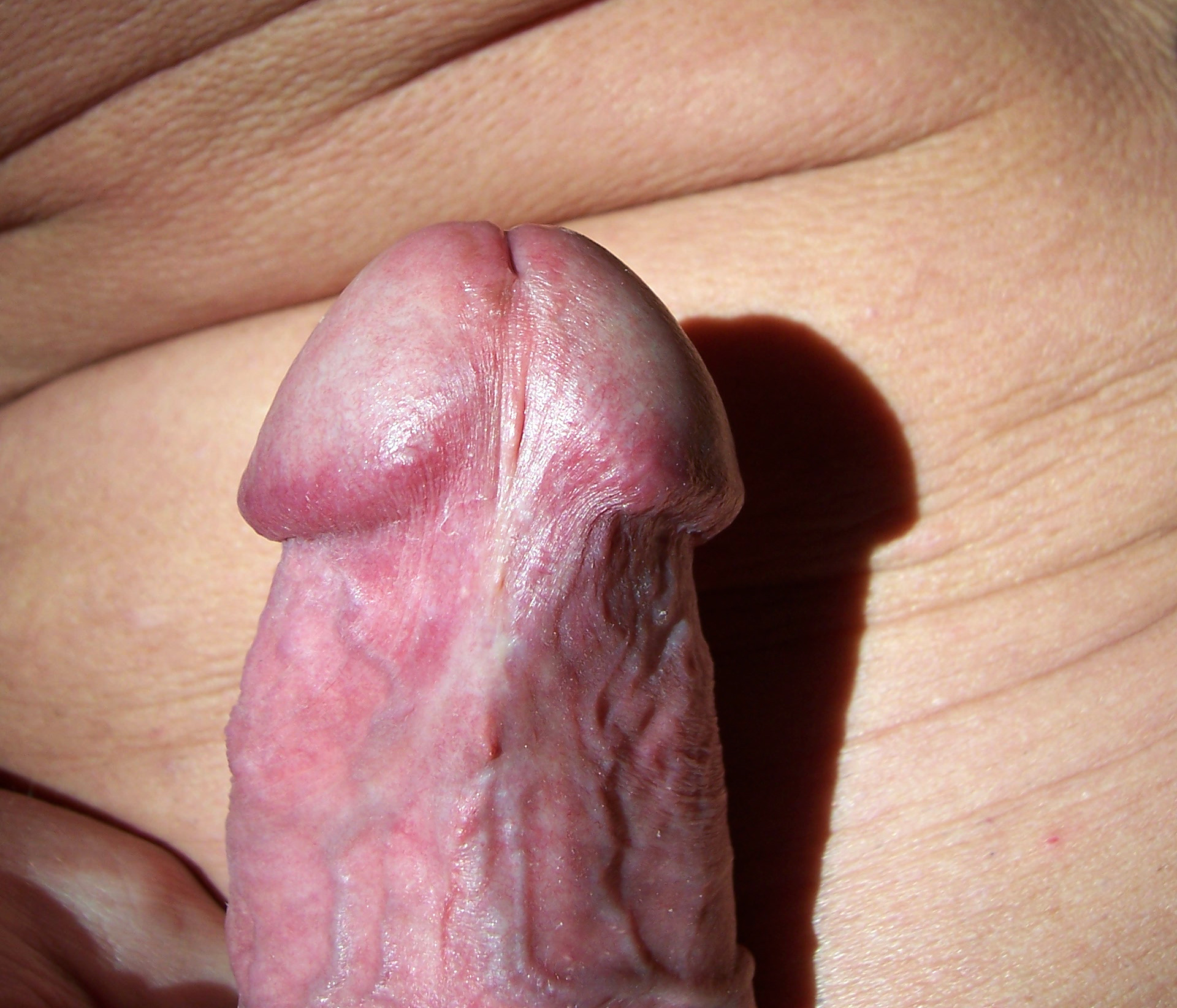
Pênis após a cirurgia de frenuloplastia.

O diagnóstico de frênulo breve é freqüentemente confundido com a de fimose (uma ocorrência, bem como fimose é, no entanto, possível). A condição pode ser facilmente tratada sem grandes cirurgias por raspagem ou corte uma sutura através da membrana inferior e, em seguida, prendendo um nó apertado à volta do frênulo si. Após alguns dias o frênulo irá enfraquecer e, eventualmente, divida a permitir à plena retrair o prepúcio. Alongamentos e cremes esteróides podem também ser úteis. Alternativamente, pode ser tratada por uma cirurgia plástica reparadora uma operação denominada frenuloplastia, ou por completo circuncisão incluindo a remoção do frênulo.